# Fargesia murielae
Fargesia murielae är en gräsart som först beskrevs av James Sykes Gamble, och fick sitt nu gällande namn av Tong Pei Yi. Fargesia murielae ingår i släktet bergbambusläktet, och familjen gräs. Inga underarter finns listade i Catalogue of Life.

## Bildgalleri

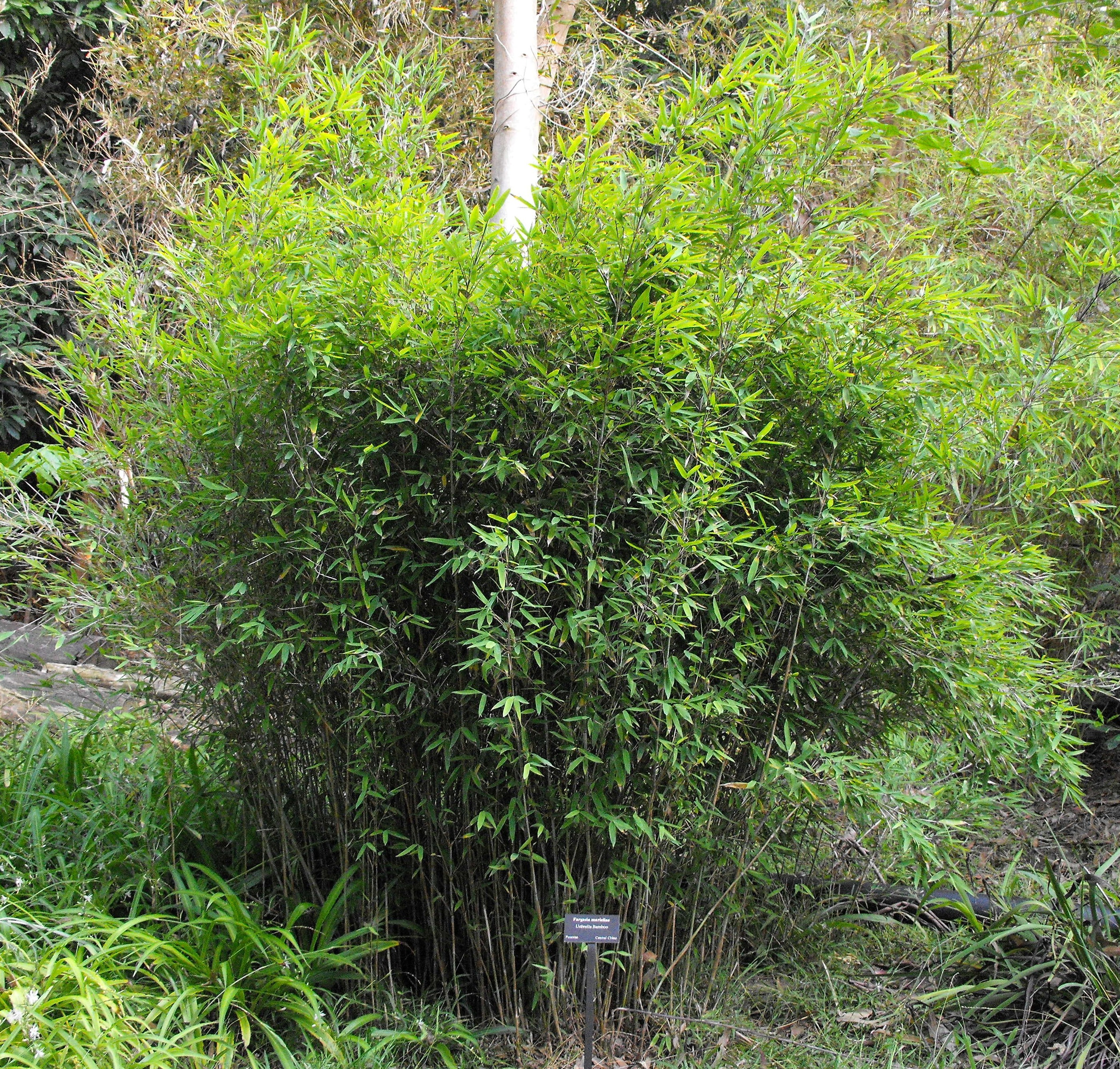
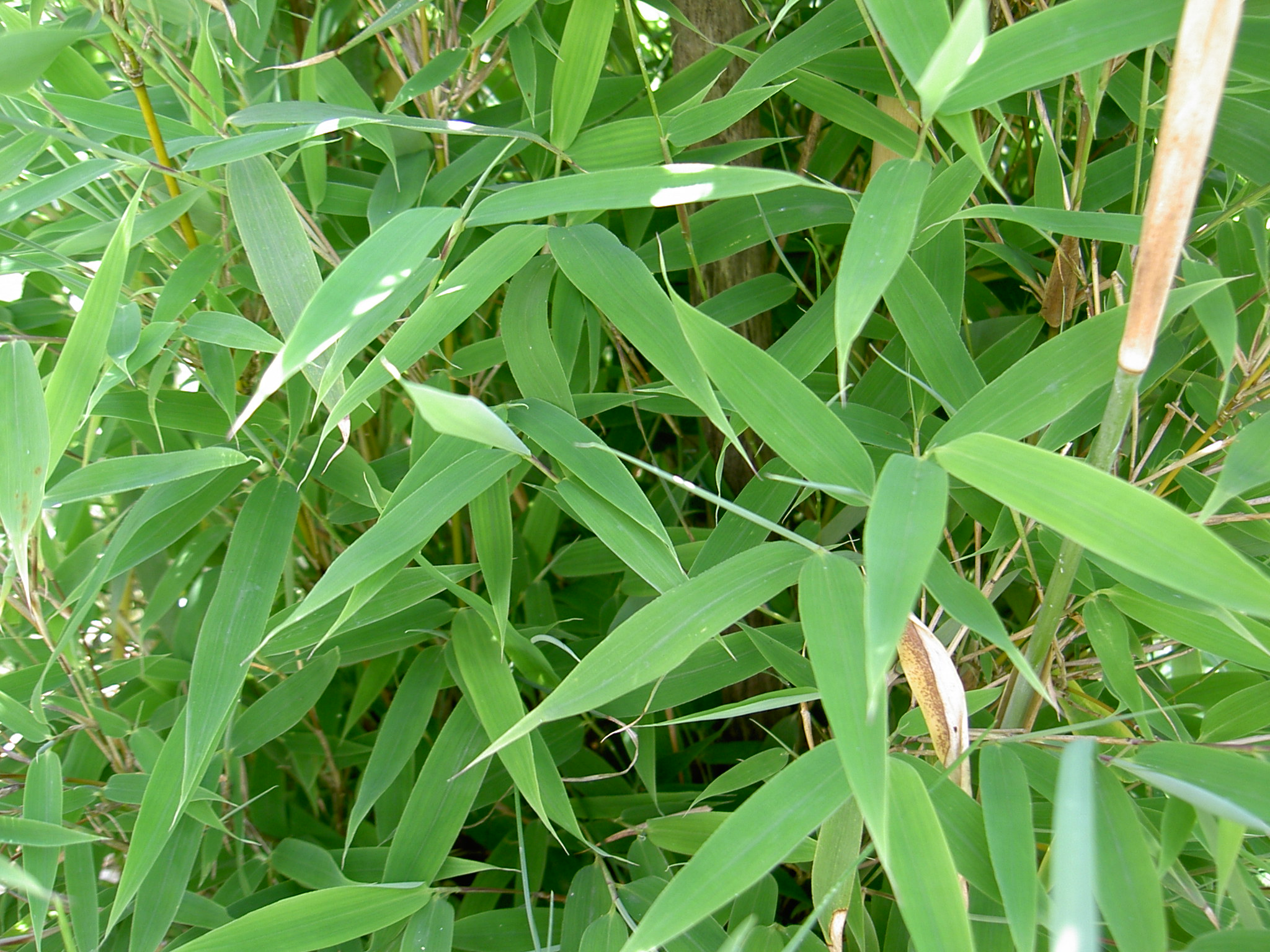
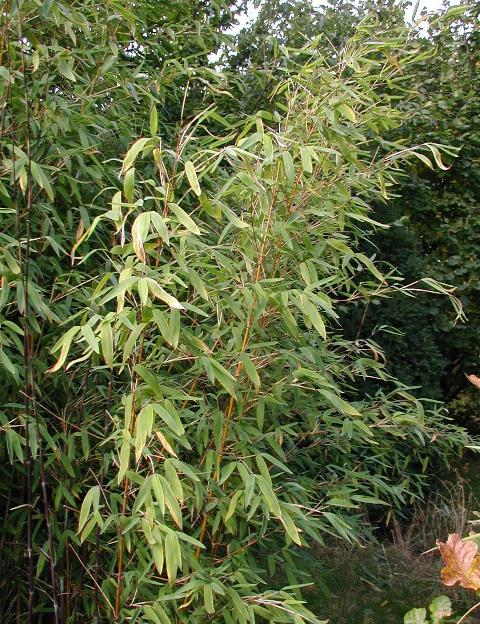
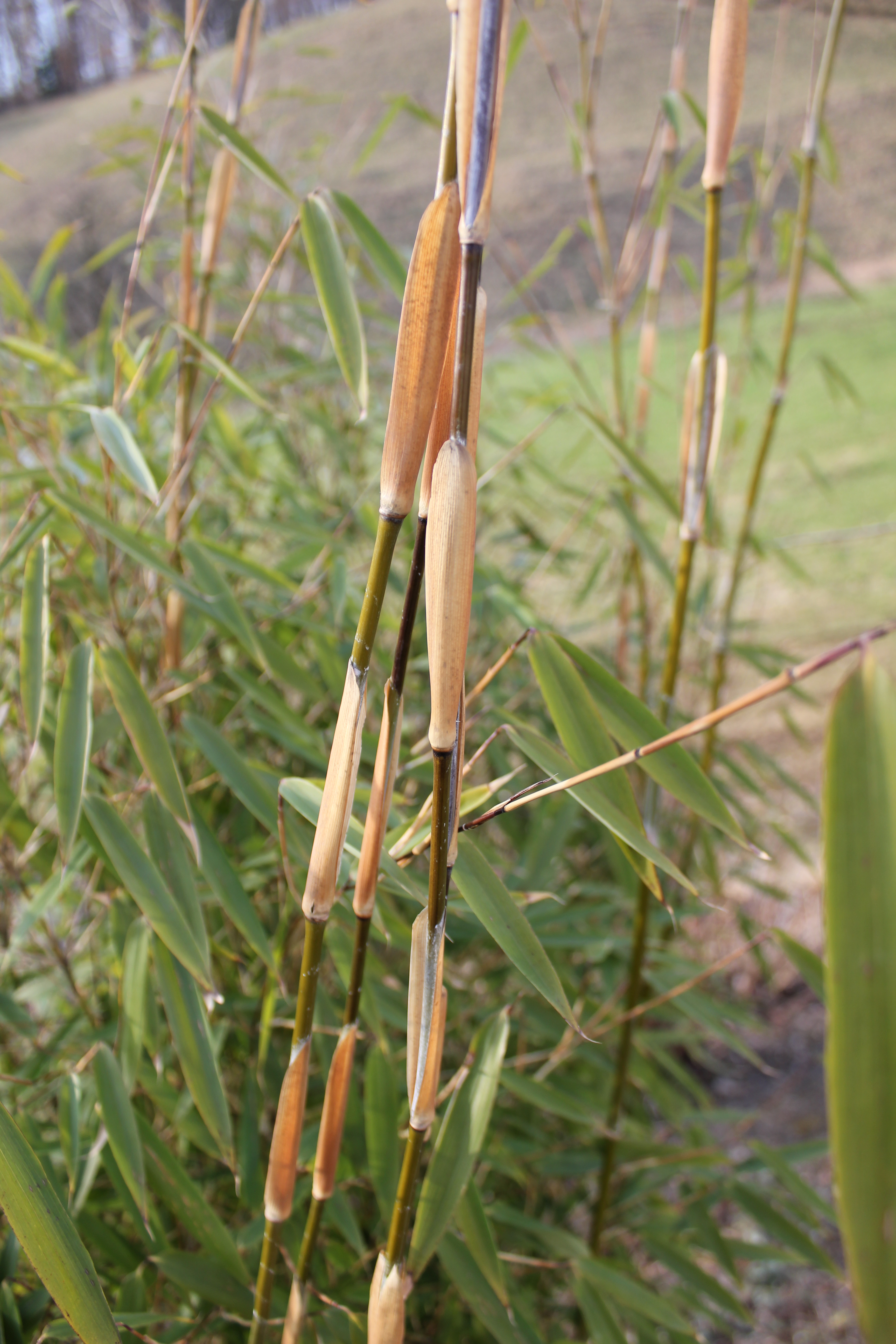
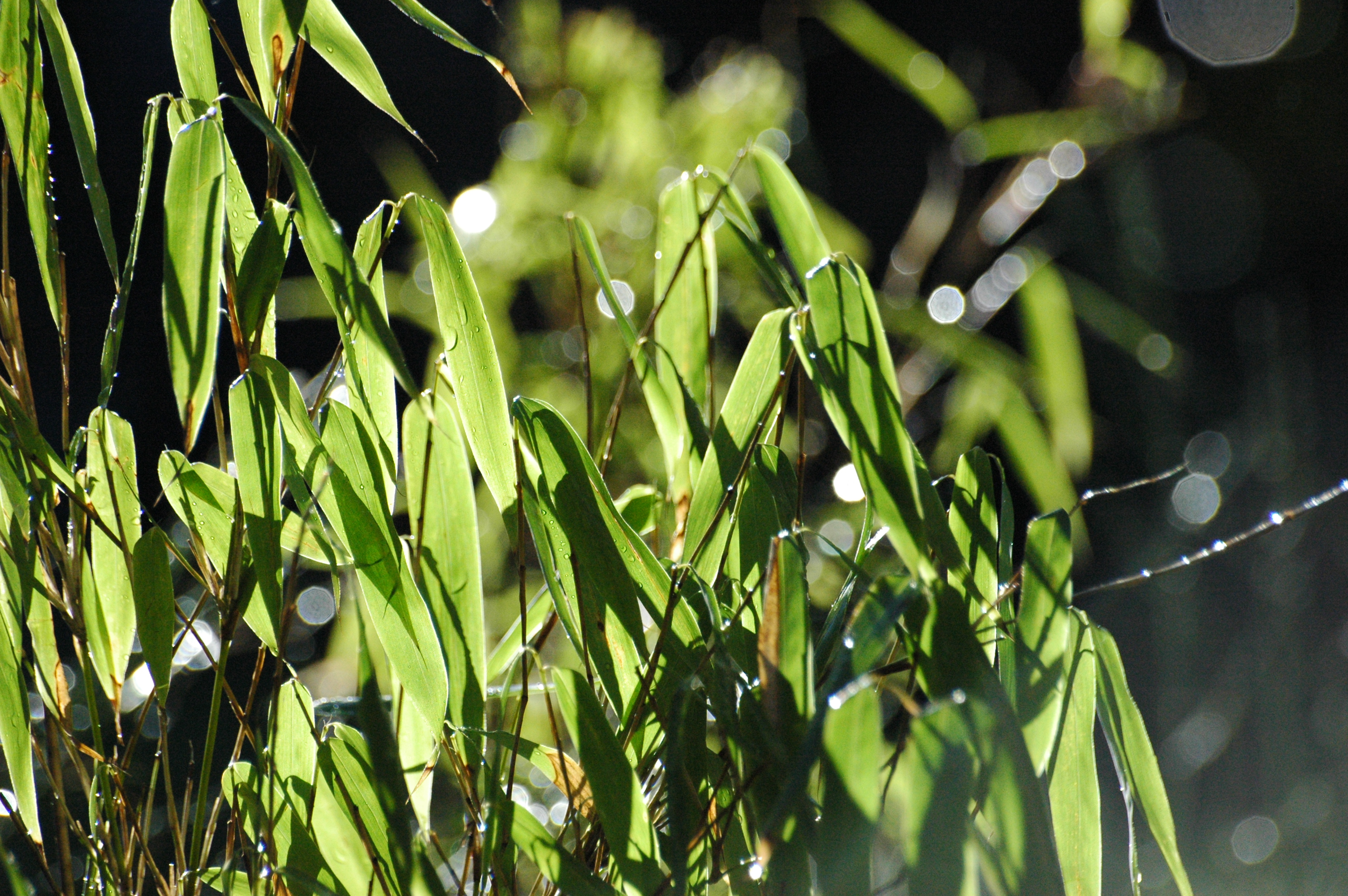
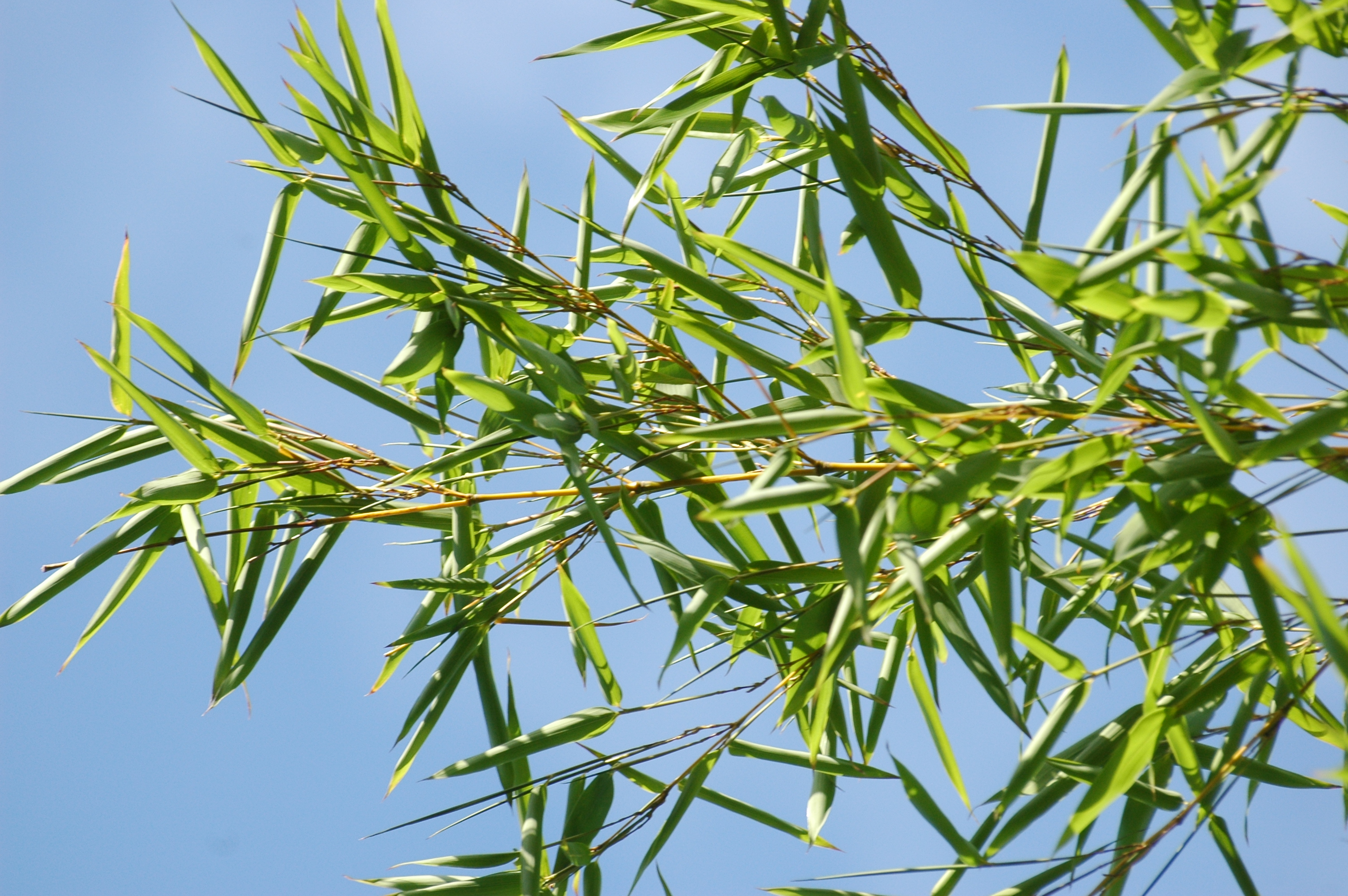